# Wioślarstwo na Igrzyskach Imperium Brytyjskiego 1938
Na zawodach wioślarskich podczas III Igrzysk Imperium Brytyjskiego w 1938 roku rozegrano cztery konkurencje męskie. W ten sposób ta dyscyplina sportu powróciła do programu igrzysk po ośmiu latach. Klasyfikację medalową wygrała reprezentacja Australii.

## Rezultaty
| Konkurencja           | |         | |          | |          |
| Konkurencja           | Zawodnik | Wynik   | Zawodnik | Wynik    | Zawodnik | Wynik    |
| --------------------- | --- | ------- | --- | -------- | --- | -------- |
| Jedynki               | Herb Turner | 8:24,00 | Peter Jackson | nieznany | Robert Smith | nieznany |
| Dwójki                | Cecil Pearce / William Bradley | 7:29,40 | Jack Offer / Dick Offer | nieznany | Gus Jackson / Robert Smith | nieznany |
| Czwórki ze sternikiem | Australia Don Fraser Gordon Freeth Harry Kerr Jack Fisher Stewart Elder                                                                  | 7:16,80 | Nowa Zelandia Albert Hope George Burns John Rigby Kenneth Boswell Jim Clayton                                                        | nieznany | Kanada Donald Davis James Temple James MacDonald Kenneth Jaggard Max Winkler                                                                  | nieznany |
| Ósemki                | Anglia Basil Beazley Desmond Kingsford Jan Sturrock John Burrough John Turnbull Peter Jackson Rhodes Hambridge J. T. Turner Thomas Reeve | 6:29,00 | Australia Joe Gould Alfred Gregory Edward Bromley Frank le Souef Gordon Yewers Richard Paramor William Thomas Bill Dixon Doug Bowden | nieznany | Nowa Zelandia Gus Jackson Cyril Stiles Frederick Thompson Howard Benge John Charters Leslie Pithie Oswald Denison James Gould William Stodart | nieznany |

## Tabela medalowa
| Poz. | Państwo       |   |   |   | Łącznie |
| 1    | Australia     | 3 | 1 | 0 | 4       |
| 2    | Anglia        | 1 | 2 | 0 | 3       |
| 3    | Nowa Zelandia | 0 | 1 | 3 | 4       |
| 4    | Kanada        | 0 | 0 | 1 | 1       |